# Лонгара (Болоња)
Лонгара (итал. Longara) је насеље у Италији у округу Болоња, региону Емилија-Ромања.
Према процени из 2011. у насељу је живело 2326 становника. Насеље се налази на надморској висини од 31 м.